# 特普拉

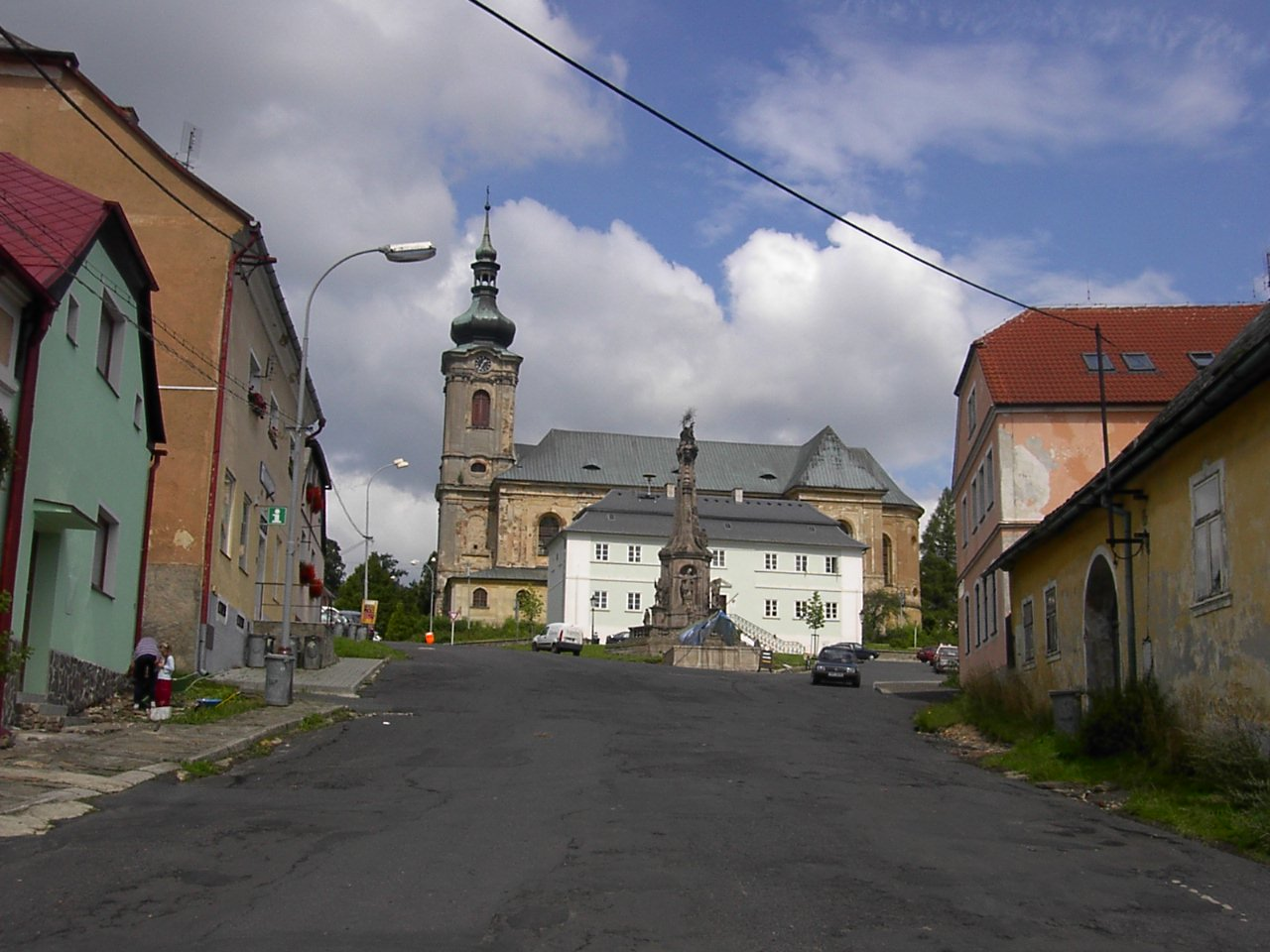

特普拉是捷克的城鎮，位於該國西部，距離首府卡羅維發利37公里，由卡羅維發利州負責管轄，面積113.23平方公里，海拔高度690米，2006年人口3,062。

## 外部連結
- Municipal website （页面存档备份，存于）